# OpenDOS
OpenDOS – system operacyjny kompatybilny z MS-DOS, darmowy do zastosowań niekomercyjnych.